# Rave

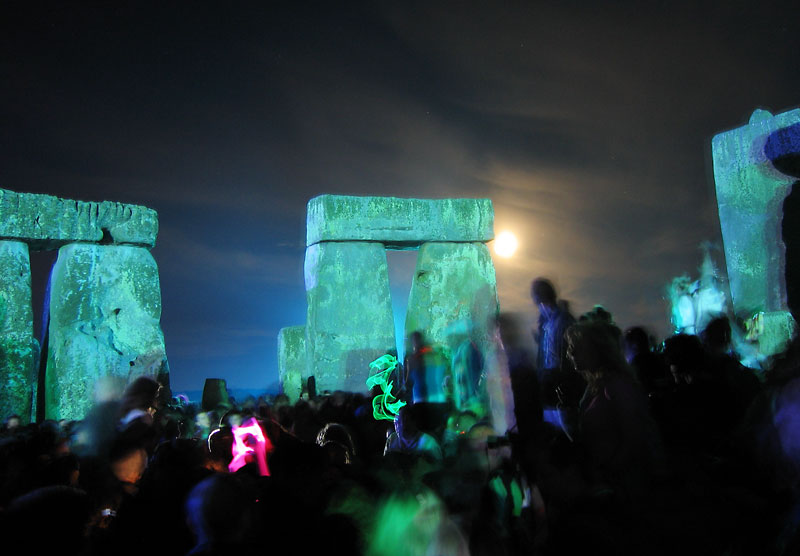
Ravefest vid Stonehenge i Storbritannien.

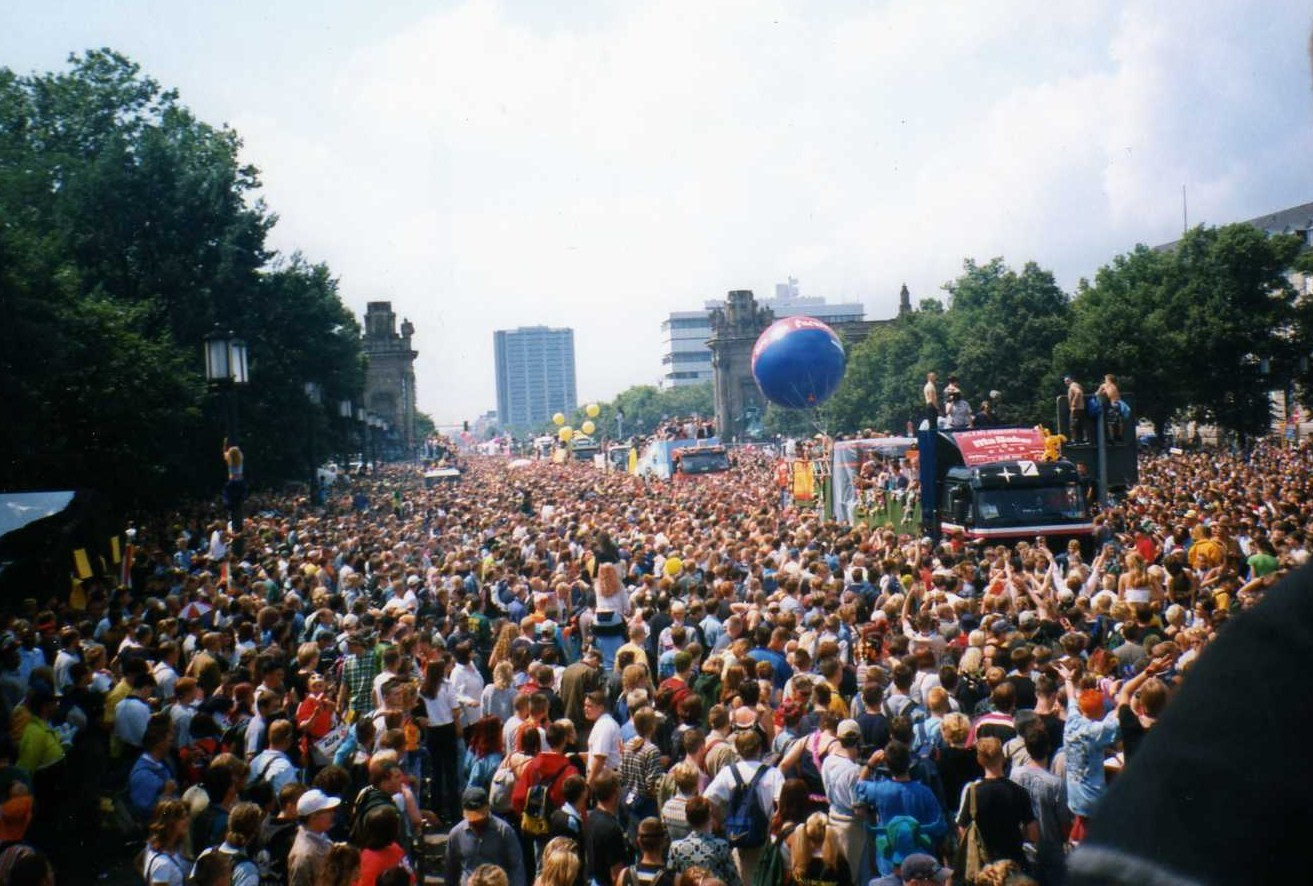
Love Parade i Berlin, som var världens största ravefest.

Rave eller rejv är en subkultur med inriktning på fester med elektronisk musik. I Sverige kallas festerna ibland även för skogsfester (om evenemanget hålls ute i skogen) eller stamp och det förekommer namnvariationer med utländska namn som Free Party och Squat Party samt Teuf och Tekos (de två senare är franska termer).

## Bakgrund
Ravefester hålls ofta i industrilokaler eller utomhus. UV-lysande psykedeliska utsmyckningar och färgglad trådkonst med ofta psykedeliska motiv är vanliga dekorationer på festerna. Den vanligaste musiken som spelas på ravefester är breakbeat, detroit-techno, psykedelisk trance, house och andra typer av elektronisk dansmusik (EDM). Det lättigenkännliga rave-tecknet formas oftast som en hand med alla fingrar utom ringfingret och tummen uppfällda.[källa behövs]
Frontfigurer inom den brittiska ravescenen är bland andra Shamen som 1988-1989 gjorde många konserter med ljus och laser. Gruppen startade 1990 sina omtalade Synergy-konserter där de även hade förband och kända DJ:ar som spelade. Hela showen var flera timmar lång.
Sveriges första ravefest hölls i Göteborg i november 1989, och arrangerades med hjälp av två britter. Senare fick ravekulturen även fäste i Malmö, Helsingborg och Stockholm. Uppmärksammade ravefester hölls under senare hälften av 1990-talet i klubben Docklands vid Finnboda Varv i Stockholm och Nordens största ravefester hölls troligen i slutet av 1990-talet då bland annat Annexet i Stockholm var fullbokat.
Det finns i dag tusentals entusiastiska deltagare av alla åldrar i Sverige, som kan åka långväga för en stor ravefest. Storbritannien, Nederländerna och Tyskland är dominerande länder vad gäller trancefester. 
Exempel på stora event inom ravescenen är Trance Energy, Dance Valley, Love Parade, Mayday, VuuV, Fullmoon Festival, Boom Festival och Czechtek. De största festerna, som mer uttrycker sig som festivaler, samlar uppemot 150 000 besökare. Love Parade i Berlin var den största festivalen med över en miljon deltagare vissa år. I dag finns Fuckparade kvar i Berlin. Speciella rave för olika genrer anordnas. 
Många människor gör dock en noggrann skillnad på olika arrangemang för elektronisk dansmusik och betecknar rave som arrangemang helt eller till viss del "underground" (se även Free Party). En annan åtskillnad gjordes när Free Party växte fram som fenomen och då genom att benämningen rave användes om arrangemang i klubb- eller lokalmiljö, men benämningen används numera huvudsakligen i bred bemärkelse och omfattar flera olika typer av arrangemang som ryms inom samma subkultur eller omfattas av samma attityd.

## Free Party och Teknival
Omkring decennieskiftet 1980/90 tvingades ravescenen att förändras och utvecklas. Lokalpolitiska församlingar i Storbritannien hade sedan en tid tillbaka vidtagit åtgärder som försvårade arrangerandet av ravefester, såsom restriktiva och höjda avgifter för licenser och tillstånd, med åtföljande repressiva åtgärder. Denna omständighet tvingade ravescenen att förändras. Illegala arrangemang, så kallade Free Parties, huvudsakligen arrangerade utomhus (så kallade "under stjärnorna" eller på franska sous les étoiles), blev vanligare. Dessa fester utvecklades till ett fenomen som inledningsvis av flera inte uttryckligen benämndes som rave, då rave ansågs vara mer lokal- och klubbaserat. 
Ett Free Party omfattar oftast ett, eller undantagsvis ett fåtal, soundsystem och är oftast en fest som varar endast en dag. När dessa fester istället arrangeras i form av festivaler som varar i flera dagar benämns de Teknival. Teknivals omfattar ofta tiotals, upp till flera hundra, soundsystem och har tiotusentals besökare. Teknivalen Mayday utanför Paris år 2004 omfattade 200 soundsystem och 130 000 besökare. Kända evenemang som var pionjärer inom detta nya fenomen var Burning Man och Spiral Tribe. 
Under 1990-talet exporterades dessa fester efter fortsatta repressioner till kontinentaleuropa och de har fått ett signifikativt fäste i Frankrike där de även kallas för Teuf och Tekos. De är dock mycket vanliga även i ursprungslandet England samt länder såsom Tyskland, Nederländerna, Italien, Tjeckien och Bulgarien. Termen "Free Party" används dock inte endast om fester arrangerade utomhus, utan omfattar numera även traditionella rave som arrangeras lokaler, ofta lagerlokaler eller andra industrikomplex, men med betoning på ett arrangemang inom en viss rörelse. 
Den franska raverörelsen har gjort sig berömd genom sin omfattande organisationsförmåga och aktivism. Dess anhängare benämns vanligen Teufeurs och flera soundsystem har tagit det till sin livsstil att boende i bussar och lastbilar färdas runt för att delta i olika arrangemang. Ett numera berömt exempel från den franska raverörelsen skedde den 14 april 2001 då ett illegalt Free Party, som bland flera soundsystem inkluderande berömda Herektik System, arrangerades i den nedlagda, men monumentstämplade, badanläggningen Molitor i Paris. På mycket kort tid kunde arrangörerna anlända med sin utrustning och etablera ljudanläggningarna, och snart omfattade festen tusentals besökare. De franska ordningsmakterna kunde inte förhindra festen och den tilläts fortsätta.
Kring Free Parties och Teknivals har uppstått en gräsrotsrörelse och en subkultur. De bygger ofta på principen att man själv ska bidra, istället för att betala andra, och därför är vanligen alla soundsystem som önskar att bidra välkomna och det förekommer sällan entréavgifter. Kring arrangemanget finns en stark fokus på individuell frihet samt självständighet från auktoriteter och Teknivals uppnår ibland närmast status av temporär autonom zon (Temporary Autonomous Zone, TAZ), med till exempel egen energiförsörjning och där ordningsmakten vanligen nöjer sig med att bevaka från utsidan och endast med hjälp av civilklädda tjänstemän på insidan försöka upptäcka till exempel droghandel. 
Inom rörelsen har även uppstått så kallad Free Tekno, en form av elektronisk musik som blandar influenser från Jungle, olika former av Hardcore techno, såsom Gabber, och Techno. Franska producenter är i dag de mest välrepresenterade inom musiken och drag som karaktäriserar Free Tekno är att artisterna inte är intresserade av varken pengar eller berömmelse, att pseudonymer uteslutande används och att undergroundkulturen vårdas. Musiken uppstod parallellt med att Free Parties blev ett etablerat fenomen och mycket inflytelserika har skivbolaget Network 23, grundad av Spiral Tribe, varit. På senare tid har intresset dock minskat då fler artister istället utforskar Breakcore, Hiphop eller Speedcore. 
Free Parties och Teknivals annonseras ofta med hjälp av muntliga kontakter, flygblad eller genom telefonlinjer. Arrangörerna är ofta noggranna med att undvika myndigheters kännedom och för mindre fester med lokal anknytning är muntlig kontakt och varsam ryktesspridning är inom ravekretsar ett föredraget medel. En skepsis mot Internet råder och festerna annonseras oftast endast en mycket kort period i förväg.

## Squat Party
Ett Rave (eller ett Free Party) kan även arrangeras i form av ett så kallat Squat Party som hålls i övergivna fastigheter som ockuperats, sedan tidigare eller för syftet att arrangera en fest. Dessa fastigheter kan vara övergivna bostadshus, industrilokaler eller i vissa fall även utrymmen i underjorden. (För mer information om så kallad squatting, se husockupation). De annonseras på samma sätt som Free Parties och Teknivals. De pågår ofta mellan 12 och 24 timmar, eller tills de stängs ner av ordningsmakten. Entréavgifter kan förekomma för att till exempel bidra till att försörja ett kollektiv, men Squat Parties är ofta fria från avgifter eller finansieras med små donationer vid dörren eller alkoholförsäljning. Squat Parties är vanliga i stora städer och har en stor scen i London och Bristol, men en stor scen finns även i till exempel Belgien och Nederländerna. 
En form av rave som hänför sig till Squat Parties är den så kallade Bryt-Raven (utomlands kallas fenomenet för Break and Enter) som helt enkelt går ut på att deltagarna illegalt forcerar dörrarna eller portarna till en fastighet, ofta en lagerlokal, och tar den illegalt i besittning för arrangerandet av ett rave. I Sverige har denna form av rave förekommit i till exempel Hammarbyhamnen i Stockholm, men är vanligare utomlands där även nedlagda militärbaser, vars hangarer och stora ytor av gräs- och betongunderlag erbjuder ändamålsenligt utrymme, har använts. En koppling till detta typ av arrangemang finns tydligt i låten "Break & Enter" från The Prodigys album "Music for the Jilted Generation" som inleds med ljudet av krossat glas och dörrar som skjuts upp.

## Dansstil
Stamp (svensk benämning, ej internationell) är den typiska dansstil som ofta utövas på ravefester (ordet stamp fungerar även som en synonym för fest). När man stampar, sätter man kraftigt ner foten i underlaget i takt till musiken. Det finns dock inget rätt eller fel sätt att dansa och många olika dansstilar lånas in som inspirationskällor – afrikansk dans, breakdance, capoeira, popping, locking, Jumpstyle, orientalisk dans, Melbourne shuffle etc. 
Trance är ett själsligt tillstånd som kan beskrivas i ord av exalterad upphetsning, alternativt dvala. Monotona, markerade rytmer i kombination med fängslande ljuseffekter bidrar till upplevelsen av trance. Tid och rum kopplas bort och utövaren går helt upp i dansen.
Självlysande ljusstavar (engelska glowsticks) och andra lysande föremål är populära dansaccessoarer. På många fester används dessa även för poi (en form av jonglering).

## Klädstil
Majoriteten av besökarna på många ravefester har traditionella mode/clubkläder, i synnerhet på Dance- och Technofester. På Ravefester med mer "Back-to-the-Roots"-attityd träffar man oftare på besökare i mer originella och fantasifulla outfits. Många har även håret färgglatt färgat. Enligt själva kulturen är det ofta ansett att man inte ska vara klädd som vanligt när man går på ravefester.
Några kännetecken för "Back-to-the-Roots"-Ravestilen är alvluva ("munkhuva"), utsvängda byxor (phat pants) och kläder med färger som lyses upp av uv-ljus (neon). Utanpåsömmar och lite udda material som päls- och plasttyg kan ingå i designen. Lurviga benvärmare och detaljer som tribals, reflexer, dragkedjor, remmar, fickor, kamouflage- eller psykedeliska mönster är andra exempel. Stilen influeras av bland annat fantasy, mystik, sci-fi, cyberpunk, hippie och goth.
Inom den subkultur som bildats kring Free Parties och Teknivals och i synnerhet bland franska Teufeurs är dock klädstilen annorlunda. Utseendet är medvetet "underground" och består generellt av mörka bagiga kläder, huvtröjor, militärkläder såsom stora jackor, extrema frisyrer (olika former av rakningar, dreadlocks etc.), piercingar och tatueringar. Denna trend speglar troligtvis influenserna från de alternativa omständigheterna kring arrangemangen, främst frånvaron av clubmiljö, men troligtvis även förekomsten av det mörkare och tyngre sound som ofta är representerat på de franska raven.

## Rave och droger
Ravefester beskrivs ofta med en negativ klang i media och bland allmänheten och många människor sätter likhetstecken mellan rave och droger. En rejvare, eller ravare, är dock inte nödvändigtvis drogliberal eller drogkonsument. Ett rave är ett musikarrangemang och droger är inte en förutsättning för att uppskatta musiken. För den som inte förstår musikens tjusning eller hänförelsen den kan väcka, kan det ligga nära till hands att kategoriskt döma entusiastiska deltagare som drogpåverkade. Det är dock ett faktum att drogpåverkade människor förekommer på vissa ravefester. Under "California Music Festival" till exempel, misstänktes 3 dödsfall bero på drogöverdoser. En åsikt som förekommer är att illegala droger, främst psykedeliska droger såsom LSD och psykedeliska svampar, empatogener så som MDMA (Ecstasy) samt amfetamin, kokain och ketamin förstärker upplevelsen och vissa använder det för att kunna dansa längre.
Hur vanligt det är med droger och deltagare som använder droger beror i hög grad på var i världen man befinner sig, antal festbesökare, samt vilken attityd till droger som arrangörerna har. På åtskilliga fester i Sverige är droger (ibland även med avseende på alkohol) strängt förbjudna. Många verkligt engagerade rejvare arbetar aktivt för att få bort droger från scenen. På kontinentaleuropeiska Free Parties finns dock en tolerant inställning till alternativa former av stimulantia. Free ska inte endast uppfattas som "fritt från inträdesavgift" utan syftar huvudsakligen på atmosfären som är fri från (externa) lagar och restriktioner. Detta innebär att illegala droger kan tillhandahållas och konsumeras utan protester från arrangörer eller deltagare.

## Musikhistoria
House utvecklades i Chicago under 1980-talet, ur 1970-talets discomusik, med hjälp av synthar. Stilen skall ha fått sitt namn från de danspartyn som ofta hölls i lagerlokaler (warehouses) av svarta Dj's och arrangörer.
Tillsammans med en samtida rent elektronisk genre som uppstått i Detroit, kallad techno, samlades den nya dansmusiken under beteckningen acid house (ifrån engelskans "burn acid" vilket betyder ungefär "spinna skivor", det vill säga en DJ-syssla). När musiken blev populär blandades de båda stilarna, framför allt i Europa och kallades då bara acid.
Exakt när och hur trance uppstod råder det delade meningar om. Där finns en utveckling från reggae-dub som den kom att utvecklas när den digitaliserades och blev elektronisk i mitten av 1980-talet. Många artistiska musikmixare och lärjungar till dessa tog med sig sitt kunnande som inspelningstekniker från Kingston, Jamaica till USA och Storbritannien där det skedde en anpassning eftersom det går att göra dubversioner av all musik och inte bara av reggae. I stora drag kom den till någon gång under tidigt 90-tal, dels i Tyskland som ett sidospår från techno, dels i Goa (Indien), där indisk musik blandats med bland annat västerländsk EBM (en elektronisk musikstil). Trance, techno och house utvecklas ständigt och har i dag många subgenrer.

## Olika subgenrer
EDM är en elektronisk dansmusik, en form av musik som skapas med datorer, genom elektroniska instrument som synthesizers, trummaskiner och sequencers. EDM är ett brett begrepp – även hiphop hör hit. Musikens form och uppbyggnad skiljer sig med andra ord oerhört mycket beroende på vilken subgenre som avses. Beats per minute (BPM) anger hastigheten i en låt.
House är grunden till den mesta klubbmusiken i dag. Har lägre BPM än techno och trance, annars går stilarna ihop mycket. En av de mest centrala musikstilarna under ravens tidiga år är Acid House. Exempel: Ministry of Sound, Paul Oakenfold, D-nox & Beckers, Tiga, Danny Tenaglia, Slacker.
Breakbeat, ett samlingsnamn för subgenrer med fokus på trummor och rytmer, vanligen i 4/4-delstakt. Tempot är högt och forcerat, och rytmerna karaktäriseras ofta av användandet av synkop och polyrytmik. Under 1990-talet började Acid House-artister använda breakbeat-samplingar, och detta ledde till breakbeat hardcore, en subgenre som ofta kallades för just "rave music". 
Techno är tyngre, monotonare och mindre melodiskt än många av de andra substilarna. Exempel: Abi Bah, Jeff Mills, Ben Sims, Marco Bailey, Deetron, Hertz, Hardcell, Lars Klein, Underworld.
Trance byggdes från början huvudsakligen upp av subtila och hypnotiska melodislingor (Classic Trance). Den i dag mest populära formen av trance har en mer lättidentifierad och direkt tongång, och kallas melodisk trance (alternativt epic, anthem, dutch, uplifting trance, mm). Låtar med text kallas vocal trance, inom rave-scenen är dock Hard Trance den dominerande formen. Exempel: Ferry Corsten, Armin van Buuren, Johan Gielen, Cosmic Gate, Tiësto, Rank 1. 
Hardtrance är den hårdare stilen av trance som består av eurodance och epic trance, kan ibland förknippas med harddance och eurotrance. Låtarna är ofta hårda, långa och väldigt fantasifulla. Exempel Yoji Biomehanika, Bas & Ram, Ralph Novell, Pulsedriver (men gör även eurotrance, harddance och progressive trance).
Progressiv trance är en trance, house eller psykedelisk trance som ändrar struktur i små eller minimala steg åt gången. Bas- och melodislingor byggs ihop till toppar och dalar av mer subtil karaktär. Exempel: Bedrock, 16bit Lolitas, Luke Chable, Phony Orphants, Vibrasphere, Sensifeel, The Shamen.
Goatrance & Psytrance (Psykedelisk trance): uppbyggd på driviga, massiva eller lite mörkare basgångar, samt med inslag av psykedeliska ('sinnesvidgande') melodislingor och ljud. Ibland avbryts basgången för flyktiga, drömska inslag, gärna med didgeridoo, flöjter och andra etniska instrument. Goatrance och psytrance används i allmänhet som synonymer för varandra. I exakta termer är dock goa mer melodiskt än psy. Exempel: Aquatica, Gataka, The Misted Muppet, Sirius Isness, Protoculture, Echotek, Astral Projection, Infected Mushroom, Skazi, GMS, Spirallianz, X-dream. 
Hardcore techno är tyngre och mindre melodisk än sin nära besläktade genre Hardstyle. Är en kärngenre ur vilken många subgenrer utvecklats, till exempel Gabber, Speedcore och Doomcore, men även nationella variationer förekommer, främst Frenchcore. Innehåller ibland "trasigt" ljud och de texter till är enformiga och har ofta svordomar. Exempel: Neophyte, 3 Steps Ahead, Angerfist, Ophidian, Cardiak, Travon och Lenny Dee. 
Hardstyle är en blandning mellan Hardcore och Hardtrance. Melodin är ofta stark, kraftfull och låtarna har ofta hård bas. Exempel: Headhunterz, The Prophet, Darkraver, Technoboy, Showtek, Zatox. Några svenska namn är Euphorizer, Ezitsuj, Antizimex, AnimusDj, AudioMixerz, iPsycho och Zaitek.
Happy Hardcore/ UK Hardcore Utvecklades i England, där den är den populäraste musikstilen på deras rave. Happy hardcore utmärker sig genom att ha en snabb bas med mycket melodisk melodi och som oftast innehåller sång. Den är inte alls vanlig på svenska rave än men börjar komma mer och mer. Exempel: Dune, Hixxy, Breeze, Darren Styles, Sy & Unknown.    
Chill out/Ambient förklaras på ett förenklat sätt som lite lugnare elektronisk musik. Exempel: Ulrich Schnauss, Brian Eno, Jean Michel Jarre, Solar Stone, Delerium, Shulman, Abakus, Shpongle, Carbon Based Lifeforms, Leftfield
Minimal: en monoton subgenre av Techno eller Trance, som är ofta uppbyggd på ibland bara en tvåtakters melodislinga som repeteras. Producenterna av genren brukar repetera alla möjliga slingor och lägga på flera sekvenser tills allting blir en enda röra, då de tonar av ganska snabbt. Exempel: Richie Hawtin, Sleeparchive, Ricardo Villalobos, Rekorder.
Andra genrer eller underkategorier som förekommer är Jungle, Drum'n'Bass och Free Tekno. Det senare är en löst definierad genre som har uppstått i samband med Free Partys och innehåller stilar med namn som Tribetek (Tribe), Spiral Tekno, Hardtek och Enimatek. Mer sällan förekommer komplexa genrer eller underkategorier som Breakcore och Raggacore, men dessa är inte uteslutna. I Sverige förekommer även Eurotrance, som felaktigt brukar förväxlas som techno.

## Den svenska scenen
Kända svenska DJ:s och producenter inom trance är bland annat Mike Shiver, Airbase och David West. Inom psykedelisk trance finns bland andra Vibrasphere, Dj Anti, Human Blue, Dj Morg, Ticon, Gen.6, Son Kite, Atmos, S-Range, Gaudium, Artax, Dj Anneli, Logic Bomb, Krumelur, Tamlin, Chromosome, Electroscape, Dj Znok, Wierdo Beardo, Dennis The Menace, Kluster, Derango, Sienis, Hux Flux, Vegetal, Tokyoprime, Kiriyama, Dj Hadji, Banyoz och Miranda. Wasted penguinz är en känd grupp inom Hardstyle. 
Svensk techno är mycket stor utomlands. En känd webbplats (Ishkur's guide to electronic music) beskriver den som precis den typ av musik man faktiskt bör tänka på när man hör ordet techno. Exempel på välkända svenskar inom denna genre är Adam Beyer, Joel Mull, Cari Lekebusch, Samuel L Sessions, Jesper Dahlbäck och John Dahlbäck.
Exempel på svensk Euro och "Proggresive" Dance, House är Özgür Can, Axwell, Steve Angello, Sebastian Ingrosso, Eric Prydz, La Fleur och Stonebridge.
Inom hardcore är Dj Voldo, Earfist och Audio-RVLT kända namn.

## Kända rave
- Defqon.1
- Fuckparade Berlin
- Love Parade Berlin
- Masters of Hardcore
- Qlimax
- Sensation White
- Street Parade
- Thunderdome
- Tomorrowland
- Trance Energy
- Techno Woodstock / Space Ravers / I Kallhäll 1991 / Techno Woodstock - Bronx Sauna